# Вентиляційні плани
Вентиляційні плани (рос. вентиляционные планы, англ. ventilation plans, нім. Wetterplan) — сукупність документів, якими визначається рух свіжих і вихідних повітряних струменів шахти (рудника), порядок їх зміни внаслідок аварійної вентиляції (реверсування).